# Riksförbundet Det nya Sverige
Ej att förväxla med den konservativa tidskriften med samma namn, se Det nya Sverige.
Riksförbundet Det nya Sverige var en politisk organisation, först bildad som lokalförening i Uppsala 28 oktober 1930 med Per Engdahl som ledare, och omvandlad till riksförbund 1932. 
I november 1934 inbjöd förbundet till offentligt möte i Stockholm med "ordföranden i Riksförbundet Det Nya Sverige Per Engdahl" som talare över ämnet "Marxistisk diktatur eller nysvensk folkstat". Förbundet anordnade i februari 1936 i skuggan av det pågående andra italiensk-abessinska kriget ett diskussionsmöte under rubriken "Sverige och sanktionerna". Per Engdahl som representanten för "Det nya Sverige" påtalade Nationernas Förbunds oförmåga att förfara "då ett folk vuxit till i sådan utsträckning att dess behov av nya råvarukällor eller nya kolonisationsområden blivit en livsfråga" och kritiserade "utrikesledningens alltför målmedvetna engagemang i sanktionspolitiken och pressens hets mot Italien".
1937 slogs det tidigare fascistiska Riksförbundet Det nya Sverige samman med Sveriges Nationella Förbund där Engdahl fick vice ordförandeposten. 
Men redan 1941 lämnade Engdahl och hans anhängare Sveriges Nationella Förbund och bildade de Nysvenska Rörelsen. Engdahls ideologiska linje präglade såväl riksförbundet som nysvenskarna, som därför utvecklade ett program som hämtade idéer såväl från italiensk fascism som tysk nazism. Enligt Engdahls egen mening var dock den utformade ideologin helt och hållet svensk, om än med utländska influenser.